# Spektri
Spektri è il quarto album in studio della cantante finlandese Janna Hurmerinta, pubblicato il 28 settembre 2018 su etichetta discografica Universal Music Finland.

## Tracce
1. Tahdon – 3:22
2. Hiljaa – 3:38
3. Vahinko kiertämään – 3:33
4. Täyteen vaan – 3:59
5. Huomenna (feat. Kasmir) – 3:12
6. Sydän auki – 3:35
7. Vaikee mut oikee (feat. Nikke Ankara) – 3:01
8. Anna mä puhallan – 3:29
9. Vain luoja tietää – 3:10
10. Mustis (feat. Pyhimys) – 3:18
11. Mitä jos – 2:52
12. Sateet (feat. Tuure Kilpeläinen) – 3:43

## Classifiche
| Classifica (2018) | Posizione massima |
| ----------------- | ----------------- |
| Finlandia         | 6                 |